# Idia

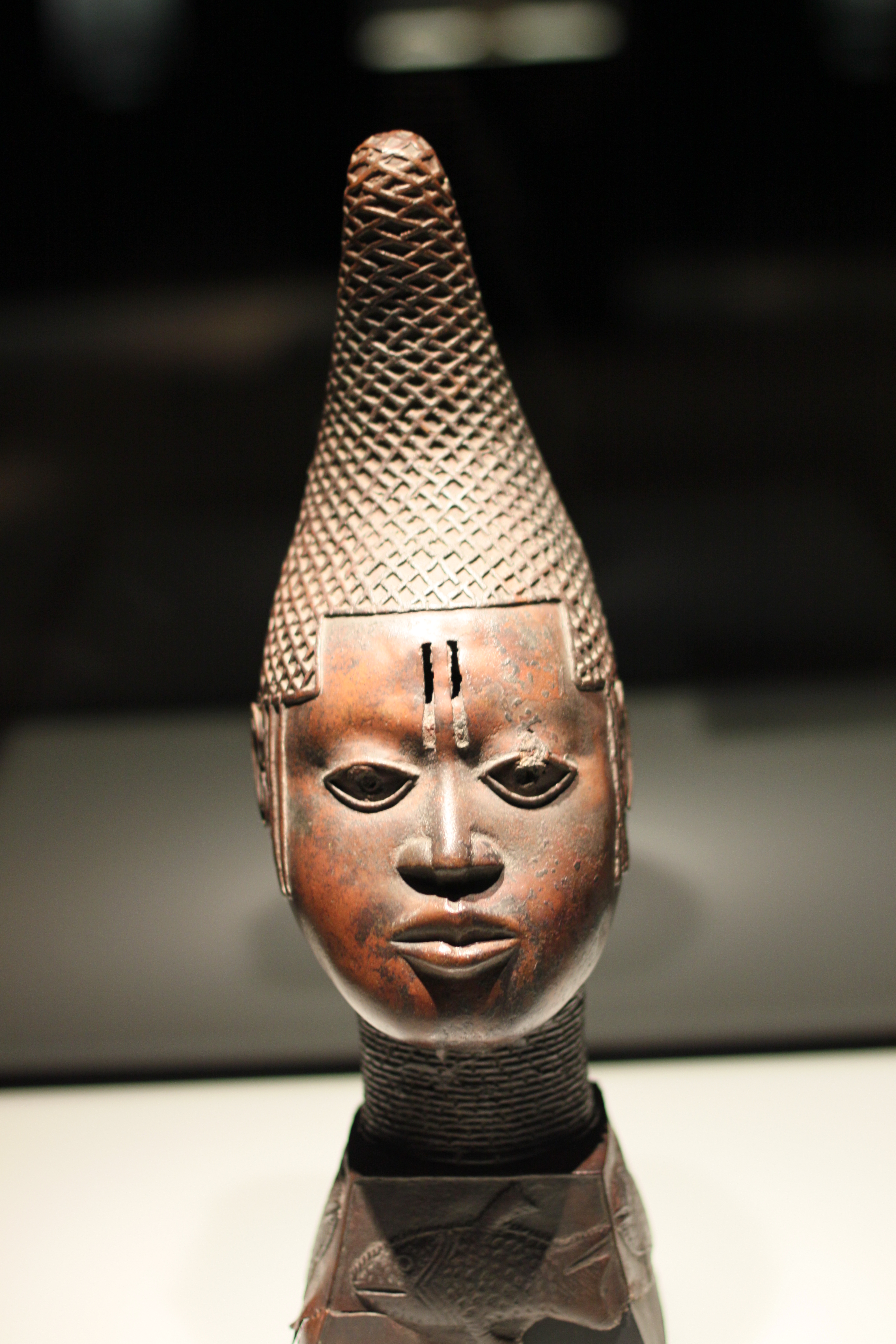
Gedenkkopf für die Iyoba Idia, 16. Jahrhundert, im Ethnologischen Museum Berlin

Idia (geboren im 15. Jahrhundert im Königreich Benin; gestorben im 16. Jahrhundert ebenda) war die Mutter des Oba Esigie, welcher das westafrikanische Königreich Benin von 1504 bis 1550 regierte. Sie unterstützte den Herrscher im Machtkampf gegen seinen Halbbruder und im Krieg gegen Feinde im Norden des Königreichs. In der mündlichen Tradition der Edo gilt sie als die „einzige Frau, die in den Krieg zog“. Sie war zudem die erste Frau, die den Titel Iyoba (Königinmutter) erhielt, mit dem Befugnisse verbunden waren, die denen der Stadtoberhäupter im Königreich Benin entsprachen.
Noch im 16. Jahrhundert wurden ihr zu Gedenken mehrere Gelbguss-Köpfe angefertigt, um sie auf Ahnenaltären des Oba – des Königs im Königreich Benin – aufzustellen. Außerdem wurden fünf Elfenbeinanhänger mit ihrem Gesicht erstellt, die der Oba bei Zeremonien trug, um die magischen Schutzkräfte der Idia zu beschwören. Die Gedenkköpfe und Elfenbeinanhänger gehören zu den Benin-Bronzen, die 1897 bei der Invasion von Benin City durch die Briten geplündert und nach Europa mitgenommen wurden. Insbesondere der Elfenbeinanhänger, der sich im British Museum in London befindet, ist für die Menschen in Nigeria und Westafrika zu einem Schlüsselsymbol geworden. Im Dezember 2022 wurde der Elfenbeinanhänger aus dem Linden-Museum in Stuttgart an Nigeria übergeben.

## Leben
Idia stammte aus dem Ort Ugieghudu. Laut mündlicher Überlieferung war sie Ende des 15. Jahrhunderts als eine Ehefrau Oba Ozoluas vorgesehen. Ihre Eltern wollten die Ehe verhindern. Ein Orakel, das sie befragten, riet dazu, Idia hässlich erscheinen zu lassen. Dafür machten Heilkundige ihr zwei Einschnitte zwischen den Augen und füllten sie mit „magischen“ Substanzen, die beim Oba Abscheu auslösen sollten. Der Oba erfuhr davon und wies seine eigenen Heiler an, Idia zu behandeln, bevor sie ihm gezeigt wurde. So wurde Idia schließlich doch mit Ozolua vermählt und bekam einen Sohn, Esigie. Die Male auf der Stirn blieben. Darin unterschied Idia sich von anderen Frauen, die entweder drei- oder einfache Markierungen auf der Stirn hatten.
Als Idias Ehemann, Oba Ozolua, 1504 starb, entbrannte zwischen Esigie und seinem Halbbruder Aruaran ein Kampf um die Macht. Beide waren am selben Tag geboren worden, so dass nicht eindeutig war, wer als Ältester Anrecht auf den Thron hätte. Unterstützt von seiner Mutter konnte Esigie den Bruderkrieg für sich entscheiden und wurde Oba. Bis dahin war es Tradition, die leibliche Mutter des neuen Oba anlässlich seiner Krönung zu enthaupten, damit sie keine Rebellion gegen ihren Sohn organisieren oder Zauberei gegen das Volk einsetzen könne. Oba Esigie brach mit dieser Tradition. Er appellierte an das Volk, dass sie leben dürfe, damit sie ihm gegen seinen Halbbruder beistehen könne. Im Königreich wurde angenommen, dass eine Frau besondere magische Kräfte haben müsse, um den künftigen Oba gebären zu können. Mit diesen magischen Kräften sollte sie ihren Sohn nun stützen. Das Volk stimmte unter der Bedingung zu, dass er nie wieder direkten Kontakt mit seiner Mutter haben dürfe.
In der mündlichen Tradition der Edo gilt sie als die „einzige Frau, die in den Krieg zog“, weil sie eine Armee aufstellte, selbst kämpfte und den Sieg ihres Sohnes Oba Esigie auch mit ihrem medizinischen Wissen gegen dessen Feinde im Norden sicherstellte. Der Überlieferung nach war es ihr oberster Sklave, der im Krieg gegen Idah 1515/16 in der Schlacht den Anführer der Armee von Idah tötete. Der Idah-Krieg war ein Wendepunkt in der Geschichte der Kriegerkönige Benins des 15. und 16. Jahrhunderts. Idia ist auch als „Idia ne ekonorhue“ („Idia, der Schoß der Tonerde“) bekannt, was ein Euphemismus für die ihr zugeschriebenen Zauberkräfte ist, wofür die Tonerde steht. Gemeint ist reines weißes Kaolin (orhue), das bei den Edo als heilig gilt.
Oba Esigie schuf den Titel der Iyoba, was in Edo wörtlich „Geburtsmutter des Oba“ bedeutet, um sie vor allen Frauen zu ehren. Er baute für sie einen Palast in Uselu, einer Stadt außerhalb des Oba-Palastes in Benin-Stadt. Außerdem verlieh er ihr die Herrschaft über Dörfer, Chiefs und Diener und das Recht, bestimmte Zeichen königlicher Würde zu nutzen bzw. zu tragen. Dazu gehörte, auf einem Thron zu sitzen, Korallenperlen-Ornamente und Kleidung aus einem bestimmten Stoff und von scharlachroter Farbe zu tragen wie auch ein Amtsschwert zu nutzen. Damit war sie städtischen Oberhäuptern gleichgestellt. Idia hielt Hof in ihrem Palast, verhandelte Rechtsfälle und schlichtete Streitigkeiten in ihrem Bezirk. Idia hatte damit für eine Frau eine einzigartige gesellschaftliche Position als ranghohes Oberhaupt erreicht, die sonst Männern vorbehalten war.

### Darstellung Idias in Kultobjekten

Idia-Elfenbeinanhänger
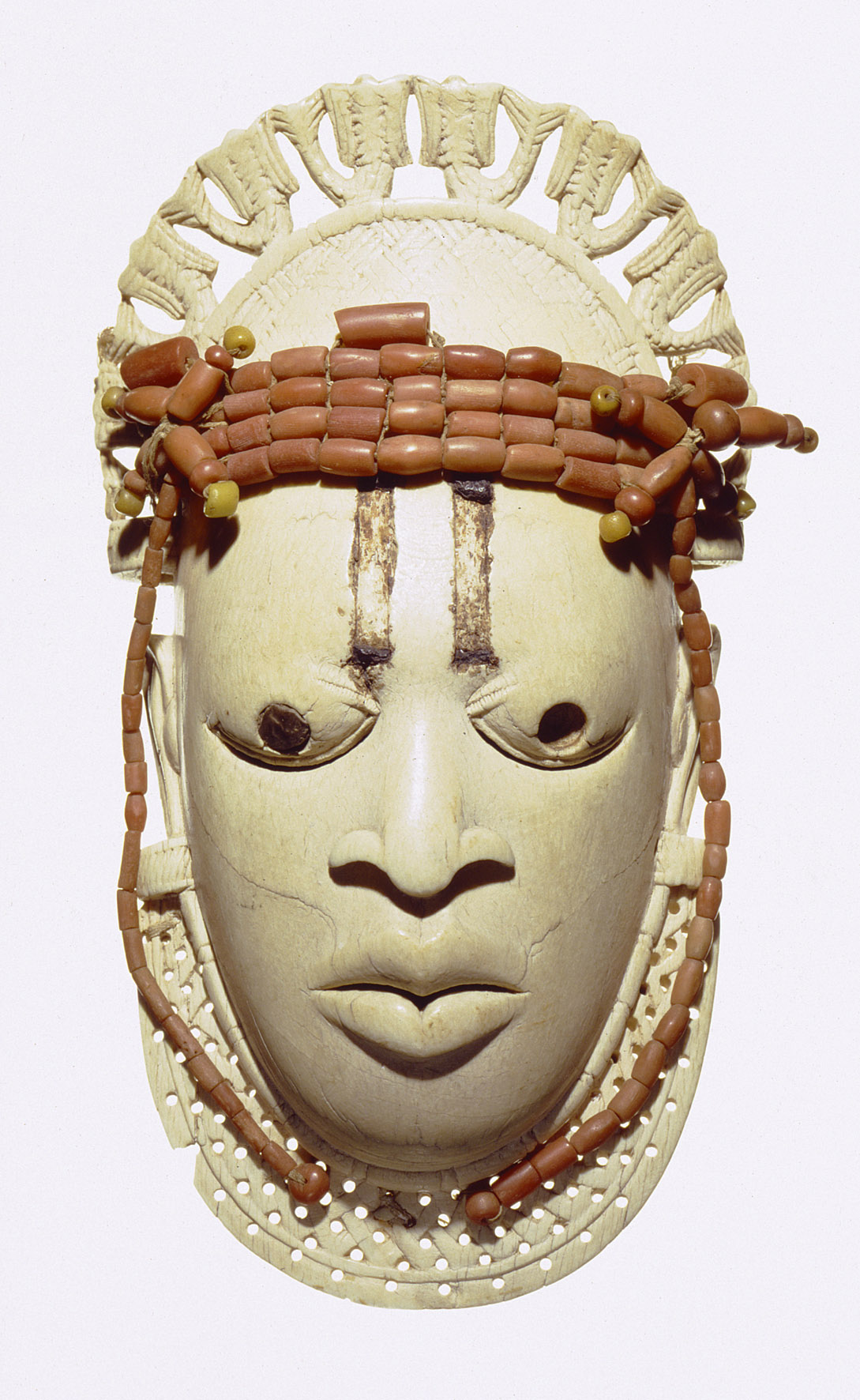
Maske, 16. Jahrhundert, übergeben an Nigeria
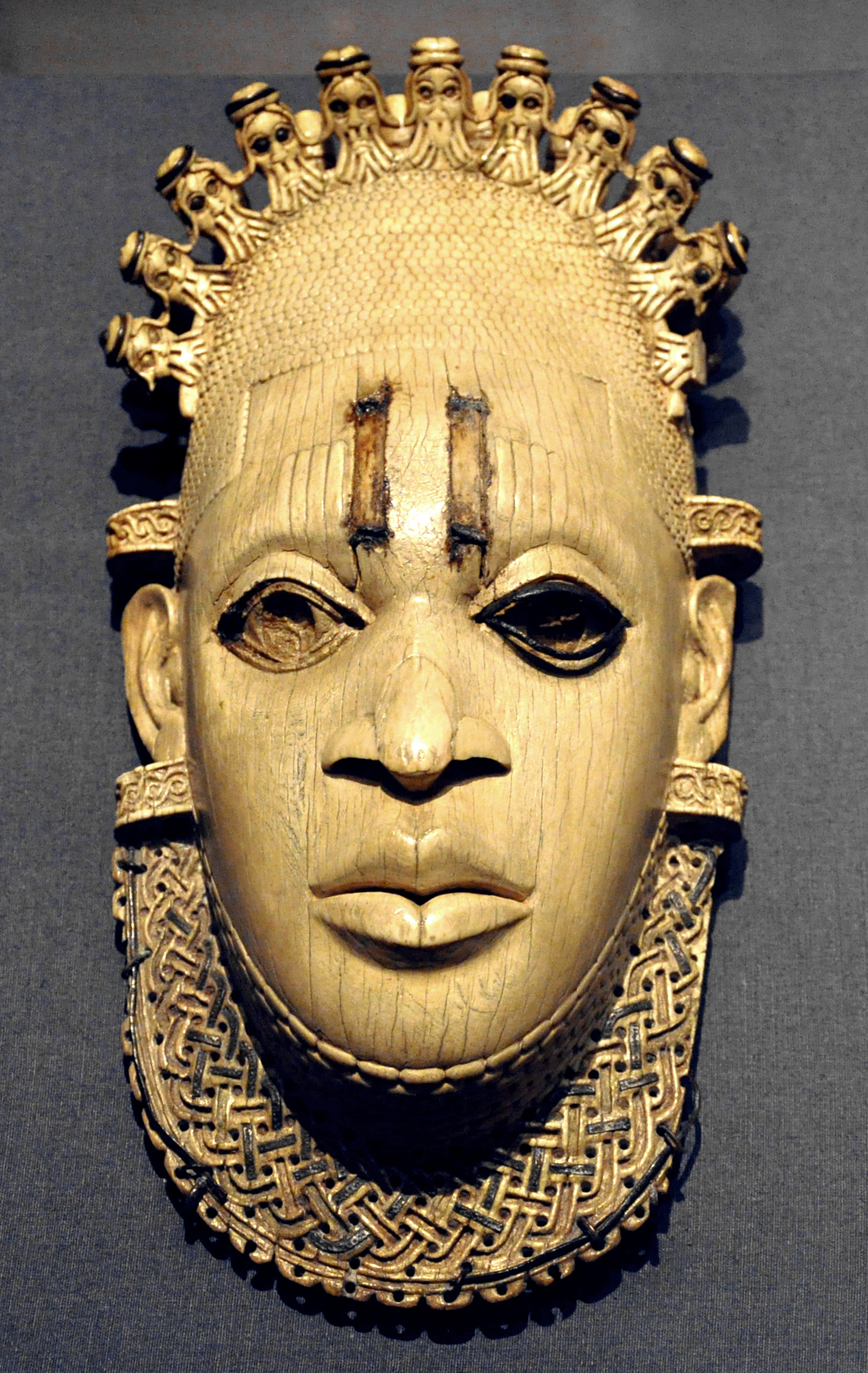
Maske, 16. Jahrhundert, im British Museum
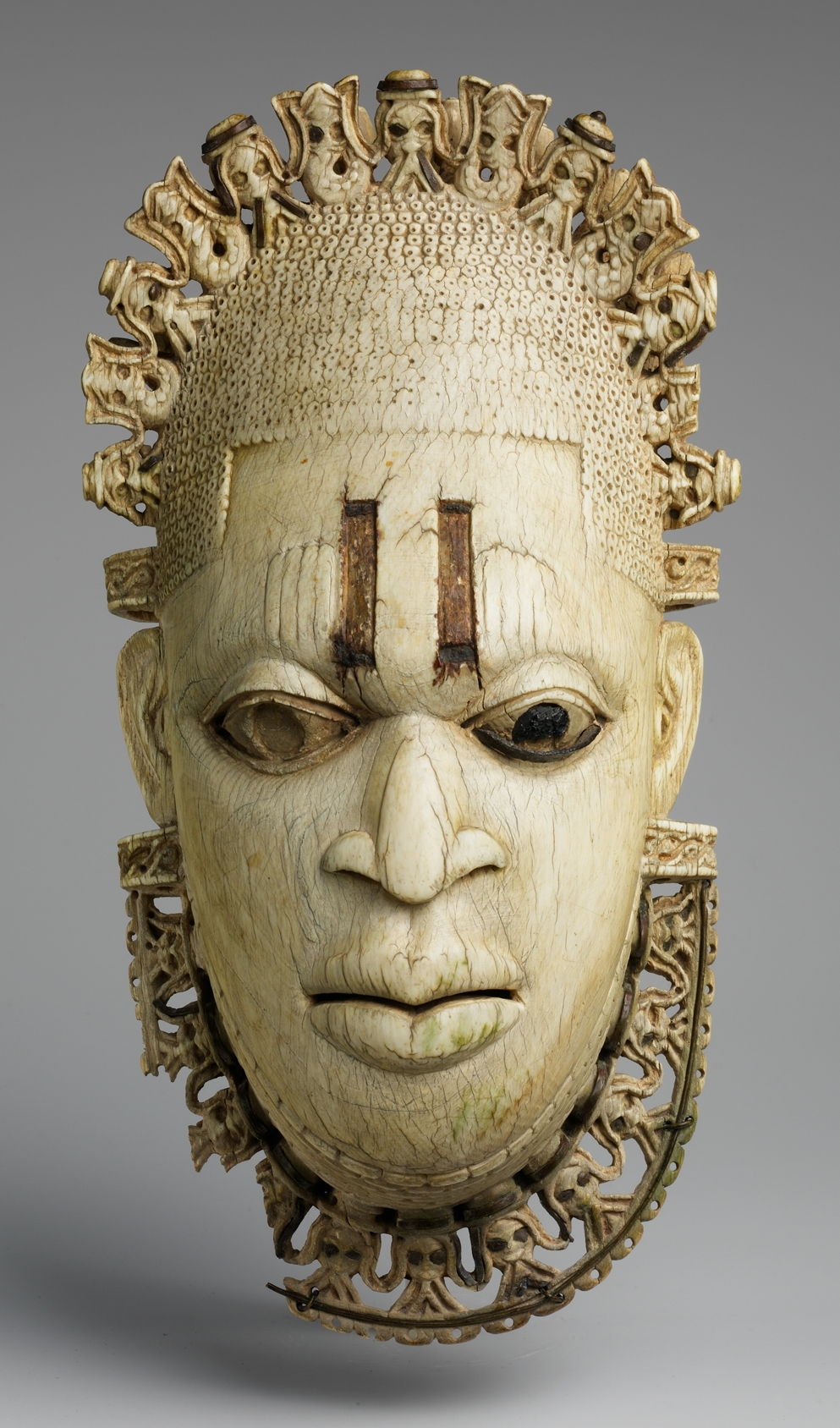
Maske, 16. Jahrhundert, im Metropolitan Museum of Art
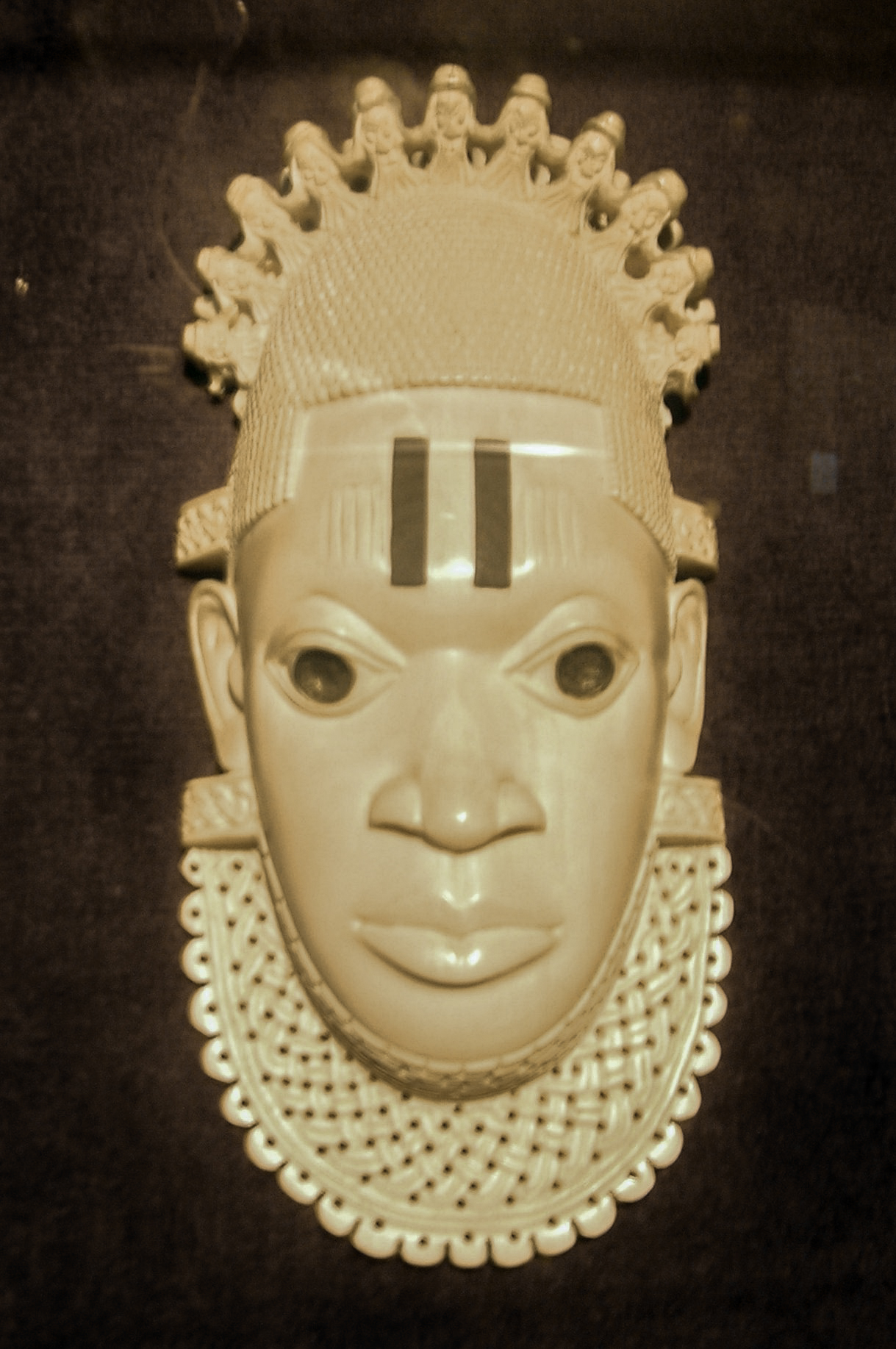
Kopie der British Museum-Maske, 1977, im Nigerianischen Nationalmuseum

### Bedeutung im modernen Afrika

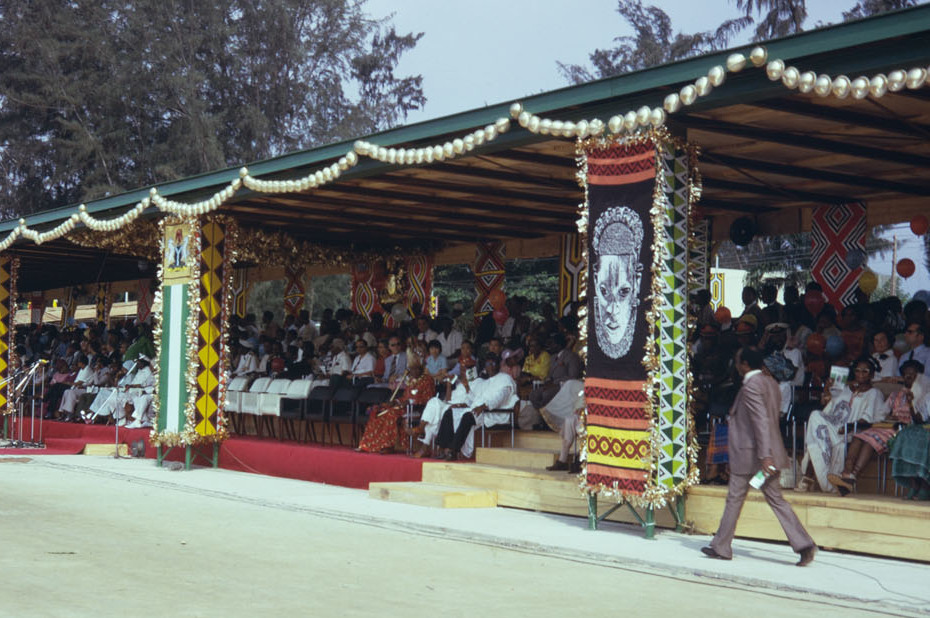
Verwendung des FESTAC-Symbols bei einer FESTAC 77-Veranstaltung